# 20ミヌーテン
『20ミヌーテン』（ツヴァンツィッヒミヌーテン、20 Minuten）は、スイスの無料日刊紙。

## 部数
『20ミヌーテン』は、スイスの150以上の駅で、通勤者を対象に配布されている。2004年9月から、ドイツ語版は『Blick』を上回り、スイスで最も多く読まれている日刊紙となっている。2004年の配布数の監査値は329,242部で、推定782,000人に読まれた。2010年の発行部数は494,368部であり、スイス国内で最も読まれている日刊紙である。